# Sétimo Esquadrão de Transporte Aéreo

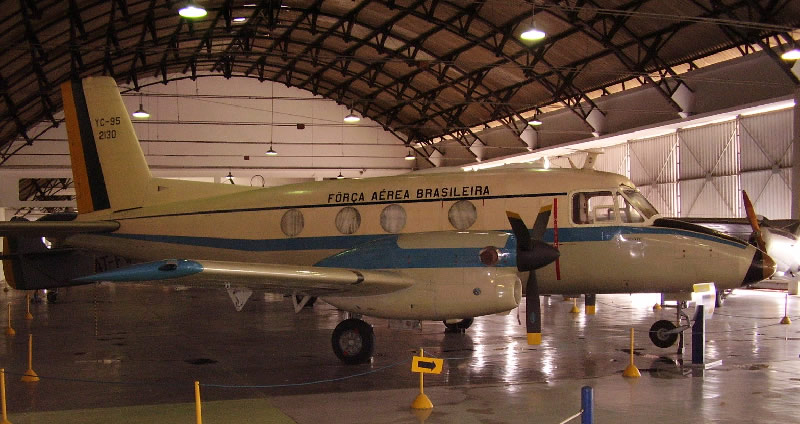
O Bandeirante é a principal aeronave empregada nos ETAs.

O 7.º Esquadrão de Transporte Aéreo (7.º ETA) ou Esquadrão Cobra é uma unidade aérea da Força Aérea Brasileira. Cada esquadrão de transporte aéreo está subordinado a um Comando Aéreo Regional, assim, o 7º ETA fornece apoio aéreo ao 7.º Comando Aéreo Regional (VII COMAR). Sua missão é realizar missões de transporte aéreo e de tropa, ligação de comando e evacuação aeromédica. 
Está sediado na Base Aérea de Manaus e opera aeronaves C-95B (Embraer EMB-110), C-98 (Cessna 208) e C-97 Brasília (Embraer EMB 120).
Os ETAs tem importante função logística na força, permitindo o fluxo de material e pessoal, dando capilaridade ao transporte realizado pelos Grupos de Transporte que operam aeronaves de grande porte. Também executam ações em proveito de outros órgãos da administração pública federal, atendendo também aos governos estaduais e municipais, nos casos de calamidade pública, transporte de enfermos e ações de cunho social.
Desde 2005 porta a insígnia da Ordem do Mérito Militar, concedida pelo presidente Luiz Inácio Lula da Silva.
Desde 2021 é comandada pelo tenente-coronel André Nicolazzi da Rocha.